# PCell
PCell significa cel·la parametritzada, un concepte utilitzat àmpliament en el disseny automatitzat de circuits integrats analògics. Un PCell representa una part o un component del circuit l'estructura del qual depèn d'un o més paràmetres. Per tant, es tracta d'una cel·la que es genera automàticament pel programari d'automatització del disseny electrònic (EDA) en funció dels valors d'aquests paràmetres. Per exemple, es pot crear un transistor PCell i després utilitzar diferents instàncies del mateix amb diferents longituds i amplades definides per l'usuari. Els venedors de programari EDA de vegades utilitzen noms diferents per al concepte de cel·les parametritzades, p Cèl·lula T i cèl·lula màgica.

Les comprovacions bàsiques de DRC: amplada, espaiat i tancament

## Aplicació
En els dissenys de circuits electrònics, les cèl·lules són unitats bàsiques de funcionalitat. Una cèl·lula determinada es pot col·locar o crear moltes vegades. Una cèl·lula P és més flexible que una cel·la no parametritzada perquè diferents instàncies poden tenir valors de paràmetres diferents i, per tant, estructures diferents. Per exemple, en lloc de tenir moltes definicions de cel·les diferents per representar els transistors de diferents mides en un disseny determinat, un sol PCell pot prendre les dimensions d'un transistor (amplada i llargada) com a paràmetres. Aleshores, diferents instàncies d'un sol PCell poden representar transistors de diferents mides, però d'altra manera característiques similars.
Les estructures dins d'un circuit integrat i les regles (regles de disseny) que regeixen les seves dimensions físiques són sovint complexes, fent que les estructures siguin tediosos de dibuixar a mà. Mitjançant l'ús de PCells, un dissenyador de circuits pot generar fàcilment un gran nombre d'estructures diverses que només difereixen en uns quants paràmetres, augmentant així la productivitat i la consistència del disseny.

## Implementació
Un PCell és una peça de codi de programació. Aquest codi és responsable del procés de creació de l'estructura adequada de les variants de PCell en funció dels seus paràmetres (d'entrada). Per a l'exemple d'un PCell físic, aquest codi genera (dibuixa) les formes reals del disseny de la màscara que comprèn el circuit.

## Generació
Encara que el llenguatge de programació en què s'escriu un PCell no té importància, SKILL o Python s'utilitzen més sovint per escriure el codi de PCell. Alternativament, PCells es pot generar mitjançant una interfície gràfica d'usuari (GUI) o eines especialitzades de disseny de PCell basades en una biblioteca de funcions predefinides.